# Niclas Ekberg
Niclas Ekberg (nacido el 23 de diciembre de 1988 en Ystad, Suecia) es un jugador sueco de balonmano. Actualmente juega para el Ystads IF y para la selección de balonmano de Suecia. Juega en la posición de extremo derecho.

## Palmarés

### Selección nacional
| Juegos Olímpicos   | Juegos Olímpicos     | Juegos Olímpicos | Juegos Olímpicos |
| Año                | Lugar                | Medalla          |                  |
| ------------------ | -------------------- | ---------------- | ---------------- |
| 2012               | Londres              | Medalla de plata |                  |
| Campeonato Europeo |                      |                  |                  |
| Año                | Lugar                | Medalla          |                  |
| 2018               | Croacia              | Medalla de plata |                  |
| 2022               | Hungría y Eslovaquia | Medalla de oro   |                  |

### AG København
- Liga danesa de balonmano (2): 2011, 2012
- Copa de Dinamarca de balonmano (2): 2011, 2012

### Kiel
- Liga de Alemania de balonmano (6): 2013, 2014, 2015, 2020, 2021, 2023
- Copa de Alemania de balonmano (4): 2013, 2017, 2019, 2022
- Supercopa de Alemania de balonmano (6): 2014, 2015, 2020, 2021, 2022, 2023
- Copa EHF (1): 2019
- Liga de Campeones de la EHF (1): 2020

## Equipos
- Ystads IF (-2010)
- AG København (2010-2012)
- THW Kiel (2012-2024)
- Ystads IF (2024- )